# Protracheoniscus venetus
Protracheoniscus venetus är en kräftdjursart som beskrevs av Karl Wilhelm Verhoeff1927. Protracheoniscus venetus ingår i släktet Protracheoniscus och familjen Trachelipodidae. Inga underarter finns listade i Catalogue of Life.